# アルダ・ギュレル
アルダ・ギュレル（トルコ語: Arda Güler, 2005年2月25日 - ）は、トルコ・アンカラ県アルトゥンダー出身のサッカー選手。ラ・リーガ・レアル・マドリード所属。トルコ代表。ポジションはミッドフィールダー。

## クラブ経歴

### 初期
2014年、ゲンチレルビルリイSKの下部組織でキャリアをスタート。2019年にフェネルバフチェの下部組織に移籍。

### フェネルバフチェ
2021年1月13日、フェネルバフチェと2年半のプロ契約を結んだ。2021年8月19日、UEFAヨーロッパリーグ 2021-22 予選 プレーオフの対HJK戦にて16歳174日でトップチームデビュー。8月22日に行われた第2節アンタルヤスポル戦、キム・ミンジェとの交代による途中出場でスュペル・リグデビューを果たすと、89分にミハ・ザイツのゴールをアシストした。徐々に出場時間を増やし、2022年3月13日に行われた第29節アランヤスポル戦ではメスト・エジルとの交代で途中出場すると、キャリア初ゴールを決め、後半アディショナルタイムにはメルギム・ベリシャのゴールをアシストし、チームは5-2と勝利した。アランヤスポル戦でのゴールはクラブの最年少得点記録を更新した。その年齢に見合わぬ活躍ぶりと優れたテクニックを持つことから、「トルコの新星」、「トルコのメッシ」または「NEWエジル」と称されるようになり、アーセナル、リヴァプール、バイエルン・ミュンヘン、ボルシア・ドルトムント、バルセロナ、パリ・サンジェルマンなどのヨーロッパのビッグクラブが獲得に興味を示していると報じられた。
2022年3月17日、フェネルバフチェとの契約を3年間延長、2022-23シーズンからは背番号10番を与えられた。8月15日、第2節カスムパシャSK戦では2ゴールを決めた。

### レアル・マドリード
2023年7月6日、レアル・マドリードに移籍した。契約期間は6年間で、移籍金は2000万ユーロ＋出来高（最大で約45億円）で更に将来の移籍時の移籍金の20％をフェネルバフチェ側が得る契約と報じられている。なお後にギュレルが語ったところによれば、移籍の条件として移籍後のレンタル移籍は拒否したとのことで、トップチーム加入を確約したレアル・マドリードを選択したと述べている。2023年7月のプレシーズンのアメリカ遠征の練習中に負傷、7月29日に右膝内側半月板損傷と発表され、8月14日に手術を実施、全治は約6週間と報じられている。9月中旬より練習を再開したが、26日に今度は左足大腿直筋負傷を負って約1ヶ月の離脱となり、11月に練習を再開するも7日に右足大腿四頭筋の負傷が確認されたことで、更に1ヶ月の離脱と三度負傷に悩まされ、シーズン前半戦を棒に振ることとなった。年が明けた2024年1月6日のコパ・デル・レイ3回戦の対アランディナCF戦に出場、デビューを果たした。3月10日、ラ・リーガのセルタ・デ・ビーゴ戦で移籍後初ゴールを挙げた。4月26日、レアル・ソシエダ戦でリーグ戦初先発を果たすと、先制ゴールを挙げてチームの勝利に貢献した。

## 代表経歴
2022年11月19日、チェコとの親善試合でA代表デビューを果たした。2023年6月19日、EURO 2024予選・ウェールズ戦で代表初ゴールを記録、18歳114日でのゴールは、トルコ代表史上最年少得点記録を更新した。
UEFA EURO 2024のトルコ代表に選ばれた。6月18日、グループステージ初戦でジョージアと対戦。65分にギュレルのスーパーゴールが生まれた。19歳(114日)のギュレルはEURO史上最年少で初出場初得点を決めた選手になり、10代の選手としては2004年のクリスティアーノ・ロナウド、1964年のフェレンツ・ベネに次いで3人目となった。同試合はトルコが3-1で勝利し、ギュレルはこの試合のプレーヤー・オブ・ザ・マッチに選出された。

## 個人成績

### クラブ
2024-25シーズン終了時点
| クラブ             | シーズン | リーグ         | リーグ戦 | リーグ戦 | カップ戦 | カップ戦 | 国際大会 | 国際大会 | その他 | その他 | 通算 | 通算 |
| クラブ             | シーズン | リーグ         | 出場     | 得点     | 出場     | 得点     | 出場     | 得点     | 出場   | 得点   | 出場 | 得点 |
| ------------------ | -------- | -------------- | -------- | -------- | -------- | -------- | -------- | -------- | ------ | ------ | ---- | ---- |
| フェネルバフチェ   | 2021-22  | スュペル・リグ | 12       | 3        | 0        | 0        | 4        | 0        | 0      | 0      | 16   | 3    |
| フェネルバフチェ   | 2022-23  | スュペル・リグ | 20       | 4        | 5        | 1        | 10       | 1        | 0      | 0      | 35   | 6    |
| フェネルバフチェ   | 通算     | 通算           | 32       | 7        | 5        | 1        | 14       | 1        | 0      | 0      | 51   | 9    |
| レアル・マドリード | 2023-24  | ラ・リーガ     | 10       | 6        | 1        | 0        | 0        | 0        | 1      | 0      | 12   | 6    |
| レアル・マドリード | 2024-25  | ラ・リーガ     | 28       | 3        | 6        | 2        | 8        | 0        | 0      | 0      | 42   | 5    |
| 総通算             | 総通算   | 総通算         | 70       | 16       | 12       | 3        | 22       | 1        | 1      | 0      | 105  | 20   |

### 代表
国際Aマッチ 6試合 1得点（2022年 - ）
| トルコ代表 | 国際Aマッチ | 国際Aマッチ |
| 年         | 出場        | 得点        |
| ---------- | ----------- | ----------- |
| 2022       | 1           | 0           |
| 2023       | 3           | 1           |
| 2024       | 4           | 1           |
| 通算       | 8           | 2           |

### 得点
| # | 開催日        | 開催地                                         | 対戦国     | スコア | 結果 | 試合概要           |
| - | ------------- | ---------------------------------------------- | ---------- | ------ | ---- | ------------------ |
| 1 | 2023年6月19日 | サムスン、サムスン5月19日スタデュム            | ウェールズ | 2-0    | 2-0  | UEFA EURO 2024予選 |
| 2 | 2024年6月18日 | ドルトムント、ヴェストファーレンシュタディオン | ジョージア | 2-1    | 3-1  | UEFA EURO 2024     |

## タイトル
フェネルバフチェ
- テュルキエ・クパス: 2022-23

レアル・マドリード
- ラ・リーガ: 2023-24
- スーペルコパ・デ・エスパーニャ: 2023-24
- UEFAチャンピオンズリーグ: 2023-24
- UEFAスーパーカップ: 2024